# Lampides pseudelpis
Lampides pseudelpis är en fjärilsart som beskrevs av Butler 1879. Lampides pseudelpis ingår i släktet Lampides och familjen juvelvingar. Inga underarter finns listade i Catalogue of Life.